# 禁止反言
禁止反言原则（英語：estoppel、equitable estoppel，衡平法上的不容否認）是英美法系的一般契约理论，其基本内涵是“My word is my bond.”——言行一致，不得出尔反尔；意即「說話算話」。英美法系国家传统的契约理论是：契約成立、变更均须有对价（consideration），才能产生强制执行之效力。可是实践中大量存在着这样的现象：某人许诺赠与他人物品或答应他人无偿为其做某事，但不久又反悔而使受诺人遭受损失。受诺人受到损失后却无法律依据阻却权利人权利的行使。20世纪40年代以前，英美法系国家的法官解决这一问题的方法，使法律天平平衡的砝码，一是在衡平法上采用禁反言，再是尽其所能寻找有效的约因。这种方法往往产生牵强附会，徒增了人们对法律公正性的怀疑。1877年英国法官卡恩斯勋爵审理 Hughes V .Metropolitan Railway Co.案时就提出了禁止反言的观念，但并未引起人们的重视。直至1947年，卡恩斯勋爵的观念被英国大法官丹宁传承，并将其确立为一个法律原则。
禁止反言是國際法及普通法上的一项法律原则。若第三方因委托人之陈述产生对代理人的依赖，则委托人不得否定其先前陈述的委托代理关系。然而，如果代理自述跟委托人有代理关系，并不能适用于“禁止反言”原则。
英国学者鲍尔对禁止反言原则所作的定义为：“假如某人（声明人）以言语或行动向别人（受声明人）作声明，又或声明人有义务说话或采取行动而不履行义务，因此，以缄默或不行动作出声明，而声明人的实际或者推定的意向是，而结果亦是：导致受声明人基于该声明改变（坏的改变）处境，日后在任何声明人与受声明人之间的诉讼中，假如受声明人在适当的时候，用适当的方法反对，声明人不得做任何与他事前作的声明有实质上不同的陳述，亦不得举证证明该不同的陳述。”

## 外部連接
- Proprietary estoppel
- Tenant Estoppel Agreements
- Estoppel in Wiktionary.
- Promissory Estoppel
- 衡平法上的不容否認,equitable estoppel （页面存档备份，存于）